# 將軍會用縮地法
《將軍會用縮地法》（朝鲜语：／ Janggun-nim chukjibeop sseusinda），又译作将军使用缩地法，是一首神格化朝鮮民主主義人民共和國前領導人金日成的歌曲，創作於1996年，由鄭烈作詞，金雲龍作曲，王在山輕音樂團演繹。內容為讚揚將軍（金日成和金正日）会施展縮地的本領。

## 背景
朝鲜太阳社1977年出版的《卓绝的伟人》一书中，就有题为《将军的“缩地法”》的故事。其大意为：抗日游击时期，金日成部队要从甲山地区转移到茂山。日本人为了防范游击队活动，专门斥巨资修建了“甲茂警备公路”。金日成出其不意，直接沿著日本人的警备公路而不是按军事常规走小路，反而以超常的速度安全到达了茂山。日本守备司令得知此事后，认为金日成完成了不可能完成的事情，“除非是掌握了缩地法”。据说此事迹传开后，日占朝鲜的百姓纷纷传言“（金日成）将军会使缩地法”。“缩地法”故事的最初版本是符合写实逻辑的，并没有说金日成掌握某种超自然的法术，而是对传言的诞生进行了解释。
20世纪80年代末，白头山密营展出了据说是游击队员刻下的“白头山诞生会使缩地法的将军”的木牌，1994年金正日接班后，出于树立威信和强化统治等目的，加强了个人崇拜宣传。“缩地法”不再被称为传言，而是描述为实实在在的超自然法术，并逐渐成为强调金氏家族具有非凡神力的重要根据。《将军会用缩地法》歌曲正是在这一时期诞生的。
2020年5月21日朝鲜《劳动新闻》刊登《缩地法秘诀》的文章，引述金日成在1945年11月在与平安北道龙川郡居民见面谈话时称“事实上，人一会儿在，后来又消失不见，然后又出现，这种缩短距离、来去自如的事情，其实是做不到的”。此文引起舆论重视，被认为可能传达了金正恩希望对神化宣传保持一定距离的态度。

## 韩国方面的反应
该曲在韩国也享有知名度，主要是因其所述内容的荒诞离奇而作为被嘲讽的对象。韩国国家保安法通常禁止传唱朝鲜宣传颂歌，唯独这一首因其讽刺性的反作用，得到了默许而常以“恶搞”形式流传于韩国网络。